# Шартим
Шарти́м (рос. Шартым, башк. Шартым) — присілок (колишнє селище) у складі Учалинського району Башкортостану, Росія. Входить до складу Сафаровської сільської ради.
До 10 вересня 2010 року називався присілок станції Шартимка.
Населення — 59 осіб (2010; 59 в 2002).
Національний склад:
- башкири — 98%